# Candango de Melhor Atriz
Candango de Melhor Atriz é um prêmio a atrizes de cinema conferido anualmente no Festival de Brasília do Cinema Brasilieiro. Além da estatueta "Candango", as vencedoras recebem um prêmio de R$5 mil.

## História

Fernanda Montenegro foi a primeira a receber o Candango de Melhor Atriz.

A primeira atriz a vencer o prêmio foi Fernanda Montenegro, em 1965, por sua atuação no filme A Falecida. De lá para cá 51 mulheres receberam a láurea, nos 45 anos do prêmio. A diferença é justificada pela não realização do festival entre os anos de 1972 e 1972 e por, em seis ocasiões (1986, 1988, 1989, 1990, 1991, e 1995) o filme ter sido dividido por duas atrizes.
Em 1993 aconteceu a única vitória tripla. Lucélia Santos,  Maria Zilda Bethlem e Norma Bengell dividiram o Candango de Melhor Atriz por Vagas para Moças de Fino Trato. Já em 2008 aconteceu a única vitória não nominal: o juri concedeu o prêmio ao elenco feminino do filme Siri-Ará.
Apesar de ser um festival onde apenas filmes brasileiros podem participar, sete atrizes estrangeiras já venceram o prêmio, atuando em filmes nacionais. Isso aconteceu em 1967, com a italiana Rossana Ghessa, protagonista de Bebel, Garota Propaganda, em 1971 com a argentina Adriana Prieto, laureada por O Anjo Mau, em 1975 com a portuguesa Elza Gomes premiada duplamente por suas atuações em Guerra Conjugal e Nem os Bruxos Escapam, em 1979 com a polonesa Beyla Genauer, vencedora por A Rainha do Rádio, e pela penúltima vez em 2003, quando a austríaca Ruth Rieser venceu por Lost Zweig. Na edição de 2016, pela primeira vez duas estrangeiras venceram o festival:  Elisabete Francisca e Francisca Manuel, ambas por A Cidade Onde Envelheço.
Sete atrizes foram premiadas duas vezes: Helena Ignez (1966 e 1969), Lucélia Santos (1981 e 1993), Louise Cardoso (1986 e 1987), Patrícia Pillar (1992 e 1998), Denise Fraga (1995 e 2011),  Dira Paes (1996 e 2002) e Marcelia Cartaxo (1985 e 2015)

## Vencedoras
- 2023: Grace Passô, por O Dia que Te Conheci [2]
- 2022: Lea Alves e Joana Darc, por Mato Seco em Chamas[3]
- 2021: Andréa Beltrão, por Ela e Eu [4]
- 2020: não houve prêmio nesta categoria por causa da pandemia de Covid-19 [5]
- 2019:  Anne Celestino, por Alice Júnior [6]
- 2018:  Grace Passô, por Temporada [7]
- 2017:  Valdinéia Soriano, por Café com Canela [8]
- 2016:  Elisabete Francisca e  Francisca Manuel, por A Cidade Onde Envelheço
- 2015:  Marcélia Cartaxo, por Big Jato
- 2014:  Dandara de Morais, por Ventos de Agosto
- 2013:  Maeve Jinkings, por Amor, Plástico e Barulho
- 2012:  Maria Luíza Tavares, por Eles Voltam[9]
- 2011:  Denise Fraga, por Hoje[10]
- 2010:  Melissa Dullius, por Os Residentes[11]
- 2009:  Glória Pires, por É Proibido Fumar[12]
- 2008:  Elenco feminino do filme Siri-Ará[13]
- 2007:  Alessandra Negrini, por Cleópatra[14]
- 2006:  Mariah Teixeira, por Baixio das Bestas
- 2005:  Arly Arnaud, por Eu Me Lembro
- 2004:  Zezeh Barbosa, por Diabo a Quatro
- 2003:  Ruth Rieser, por Lost Zweig
- 2002:  Dira Paes, por Amarelo Manga
- 2001:  Sabrina Greve, por Uma Vida em Segredo
- 2000:  Luciana Rigueira, por Brava Gente Brasileira
- 1999:  Fernanda Torres, por Gêmeas
- 1998:  Patrícia Pillar, por Amor & Cia
- 1997:  Araci Esteves, por Anahy de las Misiones
- 1996:  Dira Paes, por Corisco & Dadá
- 1995:  Denise Fraga e  Maitê Proença, por 16060
- 1994:  Claudia Mello, por A Causa Secreta
- 1993:  Lucélia Santos,  Maria Zilda Bethlem e  Norma Bengell, por Vagas para Moças de Fino Trato
- 1992:  Patrícia Pillar, por A Maldição de Sanpaku
- 1991:  Marieta Severo e  Cláudia Jimenez, por O Corpo
- 1990:  Joana Fomm, por Césio 137 - O Pesadelo de Goiânia e  Cristina Prochaska, por Círculo de Fogo
- 1989:  Irene Ravache, por Que Bom Te Ver Viva e  Andréa Beltrão, por Minas-Texas
- 1988:  Imara Reis, por Romance e  Cláudia Magno, por Presença de Marisa
- 1987:  Louise Cardoso, por Leila Diniz
- 1986:  Ana Beatriz Nogueira, por Vera e  Louise Cardoso, por Baixo Gávea
- 1985:  Marcélia Cartaxo, por A Hora da Estrela
- 1984:  Débora Bloch, por Noites do Sertão
- 1983: Nice Marinelli, por Janete
- 1982:  Vera Fischer, por Amor Estranho Amor
- 1981:  Lucélia Santos, por Engraçadinha
- 1980:  Edna de Cássia, por Iracema - Uma Transa Amazônica
- 1979:  Beyla Genauer, por A Rainha do Rádio
- 1978:  Anecy Rocha, por A Lira do Delírio
- 1977:  Lady Francisco, por O Crime do Zé Bigorna
- 1976:  Zezé Mota, por Xica da Silva
- 1975:  Elza Gomes, por Guerra Conjugal e Nem os Bruxos Escapam
- 1974: o festival foi proibido pela ditadura
- 1973: o festival foi proibido pela ditadura
- 1972: o festival foi proibido pela ditadura
- 1971:  Adriana Prieto, por O Anjo Mau
- 1970:  Dina Sfat, por Os Deuses e os Mortos
- 1969:  Helena Ignez, por A Mulher de Todos
- 1968:  Irene Stefânia, por Fome de Amor e Lance Maior
- 1967:  Rossana Ghessa, por Bebel, Garota Propaganda
- 1966:  Helena Ignez, por O Padre e a Moça
- 1965:  Fernanda Montenegro, por A Falecida